# Ghost Master
Ghost Master (ou Ghost Master : Les Chroniques de Gravenville) est un jeu vidéo de puzzle/stratégie sur PC. Le joueur incarne le "Ghost Master" et se voit attribuer la tâche de corriger les injustices entre les mortels et les esprits. Un Ghost Master ne peut pas interférer directement dans le monde des vivants, c'est pourquoi une équipe de fantômes possédants diverses aptitudes lui est attribué.
Le jeu est sorti sur Windows en mai 2003, édité par Empire Interactive. Une version sur Mac OS, éditée par Feral Interactive est publiée la même année. En 2005, le jeu est porté sur consoles de sixième génération, bénéficiant de quelques ajouts mineurs.

## Système de jeu
Dans la majorité des niveaux de Ghost Master, le but est de faire fuir tous les mortels en les faisant disparaître de la zone de jeu (ou bien en les laissant succomber à la folie...). Ghost Master se joue de la même façon qu'un jeu de stratégie à temps réel. Le joueur compose une équipe avec les fantômes disponibles.

## Univers du jeu
La progression du joueur s'effectue à travers 15 niveaux, répartis en 3 actes. Un niveau est terminé lorsque tous les objectifs de mission ont été accomplis, débloquant le(s) niveau(x) supérieurs. Chaque acte se conclut par la libération partielle ou totale du Darkling. Dans chaque partie (aussi appelée « chasse »), le Ghost Master a la possibilité de délivrer des fantômes dissimulés dans les différentes cartes pour les ajouter à son équipe. La mission bonus « Class Of Spook 'Em High » disponible dans certaines versions du jeu se déroule à la « Ghoul Room » (ou « Salle Macabre » dans la version française), carte utilisée jusqu'alors comme Quartier Général des fantômes dans les 3 premiers actes et servant principalement à améliorer leurs compétences. Certaines zones de jeu sont réutilisées d'un niveau à l'autre dans différents actes.

### Niveaux

#### Acte I
- Didacticiel : Les bases de la chasse (Haunting 101)
- Niveau 1 : Weird Seance
- Niveau 2 : L'Horreur de Calamityville (The Calamityville Horror)
- Niveau 3 : Mes sorciers mal aimés (Summoners Not Included)

#### Acte II
- Niveau 1 : The Unusual Suspects
- Niveau 2 : Deadfellas
- Niveau 3 : Les apprenties sorcières (Facepacks and Broomsticks)
- Niveau 4 : Des Esprits Volatiles (Poultrygeist)
- Niveau 5 : Le Fantôme du Bloc Opératoire (Phantom of the Operating Room)
- Niveau 6 : Blair Wisp Project (The Blair Wisp Project)

#### Acte III
- Niveau 1 : La caverne aux frissons (Spooky Hollow)
- Niveau 2 : Casseurs de fantômes (Ghostbreakers)
- Niveau 3 : Full Mortel Jacket (Full Mortal Jacket)
- Niveau 4 : Retour dans le nid de coucou (What Lies Over the Cuckoo's Nest)

Mission Bonus : Class Of Spook 'Em High

### Fantômes
Les fantômes sont regroupés en 6 catégories qui sont les types Elfes, Troubles, Élémentaires, Vapeurs, Trouilles et Horreurs. Chacun des 47 fantômes présents dans le jeu possède une liste de pouvoirs déterminée en général par son type ainsi que par son point d'attache. Ces données servent au joueur à élaborer son équipe durant la phase de formation (sélection des fantômes) se déroulant avant chaque chasse pour s'adapter à la fois aux objectifs de missions et à la carte du jeu. Les fantômes ont tous au minimum entre 2 et 5 pouvoirs et peuvent en obtenir jusqu'à 10 en les achetant à la « Ghoul Room » contre du plasme d'or.

## Synopsis

### Généralités
Le scénario principal reprend les scènes qui se déroulent dans le dernier niveau de chaque acte sans prendre en compte les histoires qui se déroulent dans le reste du jeu. La chronologie est tout de même importante puisqu'elle permet au joueur de découvrir de nouvelles phases de gameplay avant de les appliquer dans les niveaux plus complexes et d'acquérir des fantômes ou compétences.

### Résumé de l'intrigue

#### Durant l'Acte I
Aux alentours de la municipalité de Gravenville, où de nombreux fantômes sont à la recherche de la paix éternelle, un professeur d'occultisme (dit « Dr Krauss » ) emporte un livre d'une grande puissance dans la forêt avec pour objectif d'invoquer un esprit ancestrale connu sous le nom de Darkling. Après son échec, il retourne enseigner à l'université, mais trois de ses élèves s'emparent de ses notes et se lancent à la recherche du manuscrit pour leurs propres intérêts. Malgré une tentative du professeur de déjouer leurs plans, ils parviennent à trouver l'ouvrage et amènent le Darkling dans le monde des mortels à travers un rituel, celui-ci s'empare alors de leurs âmes pour gagner en puissance.

#### Durant l'Acte II
La créature maléfique a besoin davantage d'âme perdues pour se délivrer de ses chaînes. Par chance, de nouveaux étudiants partent à la poursuite de mystérieuses légendes dans les bois proches. Menés par le Ghost Master, ils servent eux-aussi à nourrir les pouvoirs du Darkling. Cependant, le Dr Krauss refait surface et capture le Darkling pendant sa libération de l'entre-deux monde.

#### Durant l'Acte III
Le démon est de nouveau prisonnier, retenu captif au sommet d'un hôpital protégé par de nombreuses zones d'où le Ghost Master ne peut pas interagir directement avec ses fantômes. Le professeur tente de récupérer les pouvoirs surpuissants du Darkling dont il voue un culte depuis plusieurs années. Après avoir infiltré le complexe et désactivé les sécurités, le Dr Krauss est éliminé à jamais, le Darkling est libéré et la peur s'installe sur la cité autrefois paisible de Gravenville, désormais aux mains des esprits frappeurs.

#### Epilogue
Dans le niveau bonus Class Of Spook 'Em High, les casseurs de fantômes ont placés une bombe prête à exploser dans l'ancien lycée de Gravenville. En la désactivant, le Stay Cool Ice Cream Man entre en scène et tente de priver le Ghost Master de ses fantômes. Une fois la menace mortelle écartée, les revenants ont accompli leur ultime mission et sont prêts à un passage en paix vers l'au-delà : chacun d'entre-eux s'envole vers la lumière.

### Fin alternative
De la même manière que dans Far Cry 4, une fin alternative est disponible dès le début du jeu. Pour y accéder, lorsque le personnage demande sur le plateau de ouija si un esprit est présent, il est possible d'entrer « NO » à la place d'un pseudonyme, le jeu se ferme alors puisque la partie ne peut se jouer sans un Ghost Master.